# Dariusz Mioduski
Dariusz Mioduski (ur. 1 stycznia 1964 w Chełmnie) – polski prawnik, przedsiębiorca, działacz sportowy, od 2014 właściciel i prezes zarządu Legii Warszawa, od 2025 wiceprezes Polskiego Związku Piłki Nożnej ds. zagranicznych.

## Życiorys

### Młodość i wykształcenie
Jego ojciec Gerard Mioduski (zm. 6 października 2022 w Błądzimiu) był inżynierem i dyrektorem przedsiębiorstwa energetycznego w Bydgoszczy, a matka pracowała w biurze projektów. Dariusz Mioduski przez kilka lat mieszkał w Gdańsku, a następnie w Bydgoszczy. Gdy miał 17 lat, wyjechał wraz z rodzicami do Stanów Zjednoczonych, zamieszkując w Houston. Początkowo pracował „na czarno”, przekopując ogrody, remontując domy i pracując w sklepie. Potem, już legalnie, był zatrudniony w McDonald’s.
W 1987 roku został absolwentem Uniwersytetu św. Tomasza w Houston ze specjalizacją w naukach politycznych i filozofii. Na trzecim roku był prezesem samorządu studenckiego i założył też klub partii republikańskiej. Stał się pierwszym absolwentem tej uczelni, który dostał się na Uniwersytet Harvarda. W 1990 ukończył tam studia na wydziale prawa, uzyskując stopień Juris Doctor. Pracował w kancelarii Vinson & Elkins LLP w Houston oraz w nowojorskim i warszawskim biurze White & Case LLP. Od 1997 roku był partnerem zarządzającym obszarami energetyki i infrastruktury w CMS Cameron McKenna w Warszawie.
W latach 2007–2013 pełnił funkcję prezesa grupy Kulczyk Investments. Równolegle był przewodniczącym rady dyrektorów Serinusa i został również członkiem zarządu Polskiej Rady Biznesu.

### Od 2012: Legia Warszawa

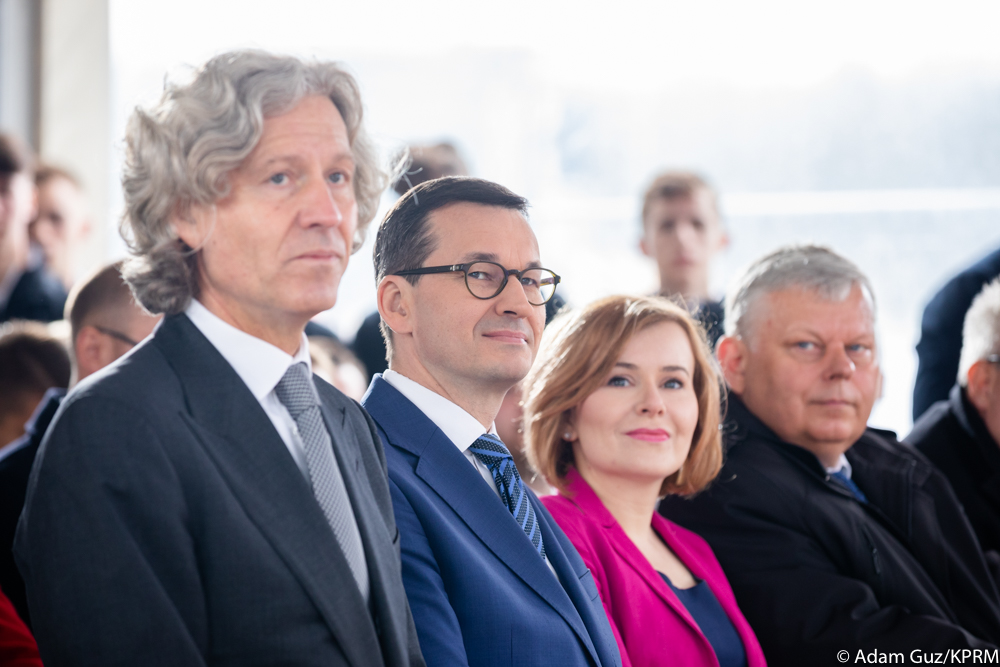
Dariusz Mioduski, Mateusz Morawiecki, Anna Krupka i Marek Suski w 2019

W lipcu 2012 wszedł do rady nadzorczej Legii Warszawa. Pięć miesięcy później prezesem klubu został Bogusław Leśnodorski. W styczniu 2014 roku, wraz z Leśnodorskim, stał się właścicielem Legii Warszawa, odkupując od Grupy ITI 100 procent akcji spółki. Mioduski został większościowym udziałowcem (80 proc.). Z czasem 20 proc. od Mioduskiego przejął Maciej Wandzel. 
W 2016 roku Legia zdobyła mistrzostwo Polski i po 20 latach awansowała do Ligi Mistrzów UEFA. 22 września 2016 roku był prelegentem pierwszego Forum Polskiego Futbolu, w panelu poświęconym innowacjom w sporcie. 22 marca 2017 odkupił od Bogusława Leśnodorskiego i Macieja Wandzla łączne 40 proc. udziałów w spółce Legia Holding, dzięki czemu został jedynym właścicielem i prezesem klubu. W 2025 został wiceprezesem Polskiego Związku Piłki Nożnej ds. zagranicznych.

## Odznaczenia
W 2015 za zasługi dla rozwoju polskiej gospodarki i przedsiębiorczości, za działalność społeczną prezydent RP Bronisław Komorowski odznaczył go Złotym Krzyżem Zasługi. W 2025 prezydent RP Andrzej Duda odznaczył go Krzyżem Kawalerskim Orderu Odrodzenia Polski.